# Emmanuel Ekpo
Emmanuel Ekpo (Ekori, 20 december 1987) is een Nigeriaans voormalig voetballer die doorgaans speelde als middenvelder. Tussen 2006 en 2017 was hij actief voor Akwa United, Enyimba, Columbus Crew, Molde FK, Haugesund en Eastern Suburbs. Ekpo maakte in 2011 zijn debuut in het Nigeriaans voetbalelftal.

## Clubcarrière
Ekpo speelde in zijn vaderland voor Calabar Rovers, Akwa United en Enyimba, voordat de middenvelder zich op 15 april 2008 aansloot bij het Amerikaanse Columbus Crew. Bij die club won hij in 2008 de MLS Cup en de MLS Supporters' Shield, de prijs die het jaar erop ook gewonnen werd door The Crew. Na het aflopen van zijn verbintenis in december 2011 vertrok Ekpo naar Molde FK, waar Ole Gunnar Solskjær zijn coach werd. Hij tekende bij Molde een driejarige verbintenis. Ekpo kwam op 1 januari 2015 zonder club te zitten. In oktober 2016 tekende de Nigeriaan een verbintenis tot medio 2017 bij Eastern Suburbs. Medio 2017 liet de Nigeriaan deze club achter zich, om daarna op negenentwintigjarige leeftijd een punt achter zijn actieve loopbaan te zetten.

## Interlandcarrière
Ekpo maakte op 6 september 2011 zijn debuut in het Nigeriaans voetbalelftal. Op die dag werd er in een vriendschappelijk duel met Argentinië met 3–1 verloren. Van bondscoach Stephen Keshi mocht de middenvelder twintig minuten voor het einde van de wedstrijd invallen.
| Interlands van Emmanuel Ekpo voor Nigeria | Interlands van Emmanuel Ekpo voor Nigeria | Interlands van Emmanuel Ekpo voor Nigeria | Interlands van Emmanuel Ekpo voor Nigeria | Interlands van Emmanuel Ekpo voor Nigeria | Interlands van Emmanuel Ekpo voor Nigeria | Interlands van Emmanuel Ekpo voor Nigeria |
| №                                         | Datum                                     | Wedstrijd                                 | Uitslag                                   | Competitie                                | Goals                                     |                                           |
| Als speler bij Columbus Crew              | Als speler bij Columbus Crew              | Als speler bij Columbus Crew              | Als speler bij Columbus Crew              | Als speler bij Columbus Crew              | Als speler bij Columbus Crew              | Als speler bij Columbus Crew              |
| ----------------------------------------- | ----------------------------------------- | ----------------------------------------- | ----------------------------------------- | ----------------------------------------- | ----------------------------------------- | ----------------------------------------- |
| 1                                         | 6 september 2011                          | Argentinië – Nigeria                      | 3 – 1                                     | Vriendschappelijk                         |                                           |                                           |

Bijgewerkt op 24 augustus 2023.

## Erelijst
| Competitie          |               |               |               |               |
| Competitie          | Aantal        | Jaren         |               |               |
| Columbus Crew       | Columbus Crew | Columbus Crew | Columbus Crew | Columbus Crew |
| ------------------- | ------------- | ------------- | ------------- | ------------- |
| Major League Soccer | 1             | 2008          |               |               |
| Molde FK            |               |               |               |               |
| Tippeligaen         | 2             | 2012, 2014    |               |               |
| NM Cupen            | 1             | 2013          |               |               |